# The Romance Promoters
The Romance Promoters er en amerikansk stumfilm fra 1920 af Chester Bennett.

## Medvirkende
- Earle Williams som Todd
- Helen Ferguson som Betty Lorris
- Charles Wingate som Quentard Lorris
- Tom McGuire som Jason Downer
- Jack Mathis som Simon Slane
- Ernest Pasque som Carlos Vorilla
- J. Parker McConnell som Harry Winthrop
- Mary Huntress som Miss Marks